# Islandia na Letnich Igrzyskach Olimpijskich 1996
Islandię na Letnich Igrzyskach Olimpijskich 1996 reprezentowało dziewięciu zawodników: pięciu mężczyzn i cztery kobiety. Był to 15 start reprezentacji Islandii na letnich igrzyskach olimpijskich.

## Skład kadry

### Badminton
| Zawodnik     | Konkurencja           | 1/32 finału                                | 1/16 finału      | 1/8 finału       | Ćwierćfinał      | Półfinał         | O brąz           | Finał            | Pozycja  | Źródło |
| Zawodnik     | Konkurencja           | Przeciwnik Wynik                           | Przeciwnik Wynik | Przeciwnik Wynik | Przeciwnik Wynik | Przeciwnik Wynik | Przeciwnik Wynik | Przeciwnik Wynik | Pozycja  | Źródło |
| ------------ | --------------------- | ------------------------------------------ | ---------------- | ---------------- | ---------------- | ---------------- | ---------------- | ---------------- | -------- | ------ |
| Elsa Nielsen | Gra pojedyncza kobiet | Somharuthai Charoensiri P 0-2 (1-11, 2-11) | NQ               | NQ               | NQ               | NQ               | NQ               | NQ               | 33.- 47. | [ 1 ]  |

### Gimnastyka

#### Mężczyźni
| Zawodnik            | Konkurencja                 | Eliminacje  | Eliminacje | Finał | Finał   | Źródło |
| Zawodnik            | Konkurencja                 | Wynik       | Pozycja    | Wynik | Pozycja | Źródło |
| ------------------- | --------------------------- | ----------- | ---------- | ----- | ------- | ------ |
| Rúnar Alexandersson | Wielobój indywidualnie      | 104,337 pkt | 68.        | NQ    | NQ      | [ 2 ]  |
| Rúnar Alexandersson | Ćwiczenie wolne             | 18,2 pkt    | 79.        | NQ    | NQ      | [ 2 ]  |
| Rúnar Alexandersson | Skok przez konia            | 18,2 pkt    | 89.        | NQ    | NQ      | [ 2 ]  |
| Rúnar Alexandersson | Ćwiczenia na poręczach      | 16,1 pkt    | 92.        | NQ    | NQ      | [ 2 ]  |
| Rúnar Alexandersson | Ćwiczenia na drążku         | 16,225 pkt  | 95.        | NQ    | NQ      | [ 2 ]  |
| Rúnar Alexandersson | Ćwiczenia na kółkach        | 17,575 pkt  | 88.        | NQ    | NQ      | [ 2 ]  |
| Rúnar Alexandersson | Ćwiczenia na koniu z łękami | 18,037 pkt  | 75.        | NQ    | NQ      | [ 2 ]  |

### Judo

#### Mężczyźni
| Zawodnik             | Konkurencja   | 1/32 finału      | 1/16 finału                                      | 1/8 finału       | Ćwierćfinały     | Półfinały        | Repasaże o brązowy medal | Repasaże o brązowy medal                      | Repasaże o brązowy medal | Repasaże o brązowy medal | Repasaże o brązowy medal | Finał            | Pozycja  | Źródło |
| Zawodnik             | Konkurencja   | 1/32 finału      | 1/16 finału                                      | 1/8 finału       | Ćwierćfinały     | Półfinały        | Runda 1.                 | Runda 2.                                      | Runda 3.                 | Runda 4.                 | O brąz                   | Finał            | Pozycja  | Źródło |
| Zawodnik             | Konkurencja   | Przeciwnik Wynik | Przeciwnik Wynik                                 | Przeciwnik Wynik | Przeciwnik Wynik | Przeciwnik Wynik | Przeciwnik Wynik         | Przeciwnik Wynik                              | Przeciwnik Wynik         | Przeciwnik Wynik         | Przeciwnik Wynik         | Przeciwnik Wynik | Pozycja  | Źródło |
| -------------------- | ------------- | ---------------- | ------------------------------------------------ | ---------------- | ---------------- | ---------------- | ------------------------ | --------------------------------------------- | ------------------------ | ------------------------ | ------------------------ | ---------------- | -------- | ------ |
| Vernharð Þorleifsson | Waga do 95 kg | BYE              | Kim Min-soo Porażka przez dyskwalifikację (0:02) | NQ               | NQ               | NQ               | BYE                      | Dmitrij Siergiejew Porażka przez ippon (3:14) | NQ                       | NQ                       | NQ                       | NQ               | 13.- 16. | [ 4 ]  |

### Lekkoatletyka

#### Mężczyźni

##### Konkurencje techniczne
| Zawodnik           | Konkurencja  | Eliminacje | Eliminacje | Finał | Finał   | Źródło |
| Zawodnik           | Konkurencja  | Wynik      | Pozycja    | Wynik | Pozycja | Źródło |
| ------------------ | ------------ | ---------- | ---------- | ----- | ------- | ------ |
| Hreinn Halldórsson | Rzut dyskiem | 56,30 m    | 32.        | NQ    | NQ      | [ 5 ]  |

##### Dziesięciobój
| Zawodnik            | Konkurencja   |          | 100 m   | Skok w dal | Kula    | Skok wzwyż | 400 m   | 110 m ppł. | Dysk    | Tyczka  | Oszczep | 1500 m  | Wynik końcowy | Źródło |
| ------------------- | ------------- | -------- | ------- | ---------- | ------- | ---------- | ------- | ---------- | ------- | ------- | ------- | ------- | ------------- | ------ |
| Jón Arnar Magnússon | Dziesięciobój | Rezultat | 10.67   | 7,28 m     | 15,52 m | 1,95 m     | 47.17   | 14.22      | 43,78 m | 4,80 m  | 61,10 m | 4:46.97 | 12.           | [ 6 ]  |
| Jón Arnar Magnússon | Dziesięciobój | Punkty   | 935 pkt | 881 pkt    | 822 pkt | 758 pkt    | 950 pkt | 946 pkt    | 742 pkt | 849 pkt | 754 pkt | 637 pkt | 8274 pkt      | [ 6 ]  |

#### Kobiety

##### Konkurencje biegowe
| Zawodnik           | Konkurencja                | Eliminacje | Eliminacje | Półfinały | Półfinały | Finał | Finał   | Źródło |
| Zawodnik           | Konkurencja                | Czas       | Pozycja    | Czas      | Pozycja   | Czas  | Pozycja | Źródło |
| ------------------ | -------------------------- | ---------- | ---------- | --------- | --------- | ----- | ------- | ------ |
| Guðrún Arnardóttir | Bieg na 400 m przez płotki | 54.88      | 1. Q       | 54.81     | 5.        | NQ    | NQ      | [ 8 ]  |

### Pływanie

#### Mężczyźni
| Zawodnik              | Konkurencja              | Eliminacje | Eliminacje | Finał B | Finał B | Finał A | Finał A | Źródło |
| Zawodnik              | Konkurencja              | Czas       | Pozycja    | Czas    | Pozycja | Czas    | Pozycja | Źródło |
| --------------------- | ------------------------ | ---------- | ---------- | ------- | ------- | ------- | ------- | ------ |
| Logi Jes Kristjánsson | 100 m stylem grzbietowym | 58.53      | 40.        | NQ      | NQ      | NQ      | NQ      | [ 9 ]  |

#### Kobiety
| Zawodnik            | Konkurencja             | Eliminacje | Eliminacje | Finał B | Finał B | Finał A | Finał A | Źródło |
| Zawodnik            | Konkurencja             | Czas       | Pozycja    | Czas    | Pozycja | Czas    | Pozycja | Źródło |
| ------------------- | ----------------------- | ---------- | ---------- | ------- | ------- | ------- | ------- | ------ |
| Elín Sigurðardóttir | 50 m stylem dowolnym    | 26.90      | 37.        | NQ      | NQ      | NQ      | NQ      | [ 10 ] |
| Eydis Konráðsdóttir | 100 m stylem motylkowym | 1:03.41    | 29.        | NQ      | NQ      | NQ      | NQ      | [ 11 ] |